# Osmelia grandistipulata
Osmelia grandistipulata är en videväxtart som beskrevs av Van Slooten. Osmelia grandistipulata ingår i släktet Osmelia och familjen videväxter. Inga underarter finns listade i Catalogue of Life.